# Ariel Báez
Ariel Carlos Báez (Corrientes, 12 de noviembre de 1975) es un cantante de chamamé y político argentino. Conocido por ser integrante del grupo Los Alonsitos. Desde su elección en 2017 es diputado Provincial de Corrientes.

## Sus inicios en la música
A los diez años formó con sus amigos un grupo musical, al que pusieron el nombre de Los Alonsitos, que interpretaba canciones de chamamé.
Después de más treinta años en el mundo de la música, Ariel Báez continua dedicado a la música a través de sus canciones con el grupo de amigos de su niñez Los Alonsitos.
En 2020 fueron el grupo correntino más escuchado en la plataforma de streaming Spotify.

## Premios
- Premio Consagración en el Festival de Cosquín a los Alonsitos (1992).[7]
- Premio Gardel a los Alonsitos (2016).[3]

## Labor Política
En 2017 fue diputado provincial electo de la provincia de Corrientes. Desde entonces ha impulsado diversas causas sociales de inclusión y cultural musical.
En 2020, en plena pandemia por coronavirus, presentó 33 proyectos en la Cámara de Diputados, en quince sesiones. El músico devenido legislador mantuvo un promedio de una iniciativa por sesión, entre las que destacaron cinco propuestas de nuevas leyes para la provincia. El chamamecero se propuso avanzar en iniciativas vinculadas a la niñez, la cultura y la educación. Báez fue uno de los legisladores debutantes que más proyectos presentó apenas llegó a la Cámara baja, en el año 2017.
En el año 2021, fue reelecto en su cargo de diputado provincial.